# 安东尼奥·皮尼利亚
安东尼奥·皮尼利亚（西班牙語：Antonio Pinilla，1971年2月25日—），西班牙男子足球运动员，司职前锋。他曾代表西班牙国奥队参加1992年夏季奥林匹克运动会足球比赛，获得一枚金牌。